# Weidumermolen
De Weidumermolen is een poldermolen nabij het Friese dorp Weidum, dat in de Nederlandse gemeente Leeuwarden ligt.

## Beschrijving
De molen is een Amerikaanse windmotor, die nog geen halve kilometer ten oosten van Weidum aan de Weidumervaart en de Dekemawei staat, de weg naar Wijtgaard. De windmotor is een Herkules Metallicus, die werd vervaardigd bij de Vereinigte Windturbine Werke AG in Dresden en in 1920 werd gebouwd. Hij heeft een onderbouw van beton, een platform, twee windvanen en een windrad met 30 bladen en een diameter van 12 meter.
De molen raakte in verval nadat zijn functie was overgenomen door een nabijgelegen elektrisch gemaal aan de Zwette, maar hij werd halverwege het eerste decennium van de 21e eeuw gerestaureerd en weer maalvaardig gemaakt. Wetterskip Fryslân heeft de molen aangewezen als reserve-gemaal in geval van ernstige wateroverlast. Hij is in beginsel niet geopend voor publiek, maar kan soms tijdens open dagen worden bezichtigd. De windmotor is een rijksmonument en is eigendom van Stichting Waterschapserfgoed.
In 2002 werd deze windmotor afgebeeld op een Nederlandse postzegel in een reeks over industrieel erfgoed.